# Supermassive Games
Supermassive Games — британская компания, специализирующаяся на разработке компьютерных игр. Находится в Гилфорде, графство Суррей, Великобритания. Наиболее известна компьютерными играми в жанре ужасов и интерактивного кино, как Until Dawn и серия The Dark Pictures Anthology.

## История
Пит Сэмюэлс, основатель Supermassive Games, год проработал в компании Psygnosis и семь лет в Electronic Arts. В 2008 году Пит Сэмюэлс покинул Electronic Arts и вместе со своим старшим братом Джо Сэмюэлсом основал в Гилфорде свою собственную студию — Supermassive Games. В первое время в Supermassive Games было менее 30 сотрудников. Supermassive Games поначалу занималась по контрактам для Sony разработкой дополнительного контента для игры Little Big Planet — первой работой студии стало дополнение Pirates of the Caribbean Premium Level Kit по мотивам серии «Пираты Карибского моря», за ним последовали другие, основанные на вселенной Marvel, «Истории игрушек», маппетах, Суперсемейке. В 2011 году Supermassive Games участвовала в кампании Sony по запуску игрового контроллера PlayStation Move и разработала для него две игры — Tumble и Start the Party!, и опять же дополнительный контент для Little Big Planet, уже рассчитанный на использование контроллера Move. Эта деятельность была успешной — студия добилась выручки от продаж в 5,7 миллионов фунтов стерлингов за 2011 год и ожидала повышения до 9 миллионов в следующем. Игра Doctor Who: The Eternity Clock, разработанная в партнерстве с BBC, провалилась в продажах — хотя разработчики рассчитывали, что она станет первой в трилогии о Докторе Кто, две другие игры пришлось отменить. Студия вернулась к подрядной работе для Sony и занималась обновленной версией Killzone HD и созданием мини-игр для LittleBigPlanet PS Vita. Она также запустила два проекта — Until Dawn и ещё одну игру в партнерстве с Би-би-си — Wonderbook: Walking with Dinosaurs по мотивам «Прогулок с динозаврами».
Until Dawn, как и предыдущие проекты Supermassive Games, первоначально разрабатывали для PlayStation 3 с контроллером Move; первое время разработчики описывали будущую игру как «подростковый фильм ужасов в форме видеоигры» — она должна была сознательно использовать штампы киножанра слэшеров. К 2014 году проект был перезапущен уже для приставки PlayStation 4 — игра была переработана и стала более серьёзной и мрачной. Игра, удостоенная премии Британской Академии в области видеоигр стала неожиданным хитом и для Supermassive Games, и для Sony — по словам руководителя SIE Worldwide Studios Сюхэя Ёсиды, Until Dawn не была в приоритете для маркетологов Sony, и неожиданно положительная реакция публики застала их «врасплох»; отныне компания возлагала уже гораздо большие надежды на новый жанр интерактивного кино. После успеха Until Dawn Supermassive Games выпустила для PlayStation VR игры Until Dawn: Rush of Blood и The Inpatient в этой же вселенной. Точно так же, как в первые годы своей истории компания разрабатывала игры для PlayStation Move, считая, что за ним будущее, во второй половине 2010-х годов она вкладывала силы и средства в игры для виртуальной реальности. Это решение считалось смелым, но рискованным, и вложения в виртуальную реальность легко можно было потерять; Пит Сэмюэлс в интервью говорил, что его студия всегда задавалась вопросом «Будет ли это частью будущего?». При этом Supermassive Games и не складывала все яйца в одну корзину — параллельно с играми для виртуальной реальности она разрабатывала и более традиционные проекты.
В 2018 году студия объявила о совместном с Bandai Namco проекте выпуска целой серии хоррор-игр — The Dark Pictures Anthology; эти новые игры должны были следовать тем же основным принципам, что и Until Dawn. Если предыдущие игры Supermassive Games создавались исключительно для платформ Sony, в сотрудничестве с новым издателем Supermassive Games могла делать уже мультиплатформенные игры. The Dark Pictures Anthology замышлялась как нечто подобное телесериалу «Чёрное зеркало» — набор коротких историй, не пересекающихся друг с другом и связанных лишь общими жанрами интерактивного кино и ужасов; в их основу должны были лечь старые легенды, городские мифы и даже теории заговора. Игры серии предполагалось выпускать дважды в год и всего выпустить восемь штук. Четыре выпущенные игры антологии — Man of Medan (2019), Little Hope (2020), House of Ashes (2021) и The Devil in Me (2022) — образовали «первый сезон» этого сериала. Supermassive Games также разработала и выпустила вне антологии игру The Quarry — ещё один интерактивный фильм в духе Until Dawn, тоже вдохновлённый подростковыми фильмами ужасов.
В марте 2021 года компания Nordisk Games — подразделение датской компании Nordisk Film — приобрела 30,7% акций Supermassive Games. В июле 2022 года Nordisk купила и все остальные акции — Supermassive Games утратила независимость и стала одной из внутренних студий Nordisk.

## Игры
| Год       | Название                                         | Издатель                       |
| --------- | ------------------------------------------------ | ------------------------------ |
| 2009-2010 | LittleBigPlanet (дополнительный контент)         | Sony Computer Entertainment    |
| 2010      | Big Match Striker                                | Sony Computer Entertainment    |
| 2010      | Tumble                                           | Sony Computer Entertainment    |
| 2010      | Start the Party!                                 | Sony Computer Entertainment    |
| 2010      | Sackboy's Prehistoric Moves                      | Sony Computer Entertainment    |
| 2011      | Start the Party! Save the World                  | Sony Computer Entertainment    |
| 2011-2012 | LittleBigPlanet 2 (дополнительный контент)       | Sony Computer Entertainment    |
| 2012      | Doctor Who: The Eternity Clock                   | BBC Worldwide                  |
| 2012      | Killzone HD                                      | Sony Computer Entertainment    |
| 2013      | LittleBigPlanet PS Vita (дополнительный контент) | Sony Computer Entertainment    |
| 2013      | Walking with Dinosaurs                           | Sony Computer Entertainment    |
| 2015      | Until Dawn                                       | Sony Computer Entertainment    |
| 2016      | Until Dawn: Rush of Blood                        | Sony Interactive Entertainment |
| 2017      | Hidden Agenda                                    | Sony Interactive Entertainment |
| 2018      | The Inpatient                                    | Sony Interactive Entertainment |
| 2018      | Bravo Team                                       | Sony Interactive Entertainment |
| 2018      | Shattered State                                  | Google                         |
| 2019      | The Dark Pictures Anthology: Man of Medan        | Bandai Namco Entertainment     |
| 2020      | The Dark Pictures Anthology: Little Hope         | Bandai Namco Entertainment     |
| 2021      | The Dark Pictures Anthology: House of Ashes      | Bandai Namco Entertainment     |
| 2022      | The Quarry                                       | 2K                             |
| 2022      | The Dark Pictures Anthology: The Devil in Me     | Bandai Namco Entertainment     |
| 2023      | The Dark Pictures: Switchback VR                 | Supermassive Games             |
| 2024      | The Casting of Frank Stone                       | Behaviour Interactive          |
| 2025      | Little Nightmares III                            | Bandai Namco Entertainment     |
| 2025      | The Dark Pictures Anthology: Directive 8020      | Supermassive Games             |